# Nova Cardoso
Nova Cardoso é um distrito do município brasileiro de Itajobi, no interior do estado de São Paulo.

## História

### Formação administrativa
- Lei Complementar nº 2 de 24/10/1991 - Fica criado o Distrito de Nova Cardoso, desmembrado do Distrito da Sede do Município[2].

### Pedido de emancipação
O distrito tentou a emancipação político-administrativa e ser elevado à município, através de processo que deu entrada na Assembléia Legislativa do Estado de São Paulo no ano de 1994, mas como não atendia os requisitos necessários exigidos por lei para tal finalidade, o processo foi arquivado.

## Geografia

### Demografia

#### População urbana
| Crescimento população urbana | Crescimento população urbana | Crescimento população urbana | Crescimento população urbana |
| Censo                        | Pop.                         |                              | %±                           |
| ---------------------------- | ---------------------------- | ---------------------------- | ---------------------------- |
| 1980                         | 449                          |                              | —                            |
| 1991                         | 500                          |                              | 11,4%                        |
| 2000                         | 524                          |                              | 4,8%                         |
| 2010                         | 591                          |                              | 12,8%                        |
| Fonte: IBGE e Fundação SEADE |                              |                              |                              |

#### População total
Pelo Censo 2010 (IBGE) a população total do distrito era de 1 294 habitantes.

### Área territorial
A área territorial do distrito é de 114,424 km².

### Rodovias
O principal acesso ao distrito é a estrada vicinal Itajobi-Novo Horizonte.

## Serviços públicos

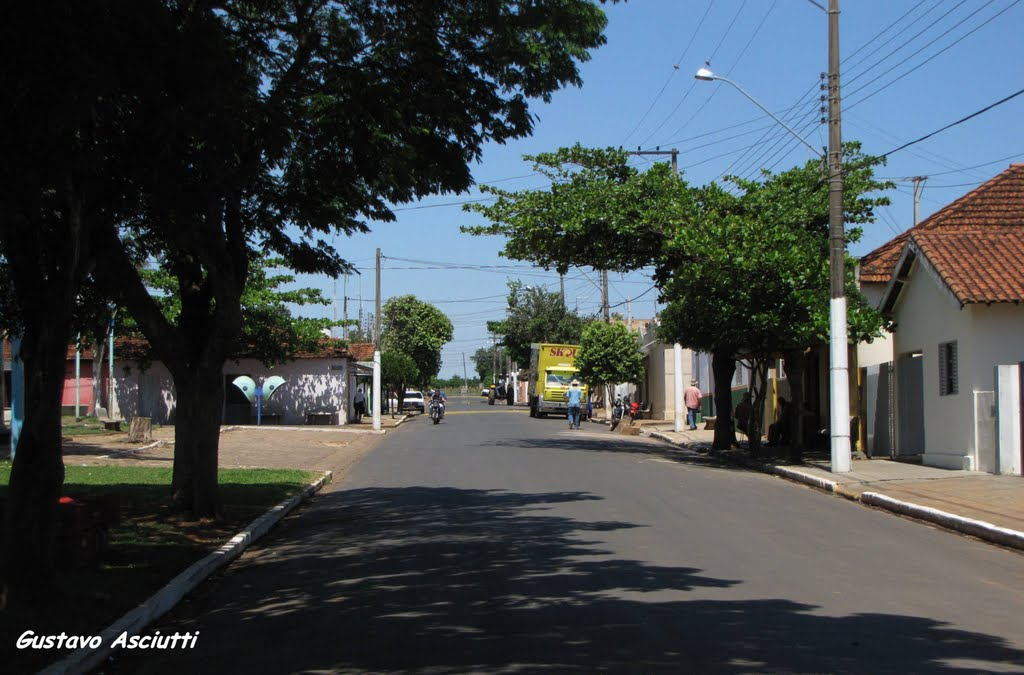
Aspecto local.

### Registro civil
Feito na sede do município, pois o distrito não possui Cartório de Registro Civil das Pessoas Naturais.

### Saneamento
O serviço de abastecimento de água é feito pela Prefeitura Municipal de Itajobi.

### Energia
A responsável pelo abastecimento de energia elétrica é a Energisa Sul-Sudeste, antiga Nacional (distribuidora do grupo Rede Energia).

### Telecomunicações
O distrito era atendido pela Telecomunicações de São Paulo (TELESP), que inaugurou a central telefônica utilizada até os dias atuais. Em 1998 esta empresa foi vendida para a Telefônica, que em 2012 adotou a marca Vivo para suas operações.

## Religião
O Cristianismo se faz presente no distrito da seguinte forma:

### Igreja Católica
- A igreja faz parte da Diocese de Catanduva[14].

### Igrejas Evangélicas
- Assembleia de Deus - O distrito possui uma congregação da Assembleia de Deus Ministério do Belém, vinculada ao Campo de Itajobi[15][16]. Por essa igreja, através de um início simples, mas sob a benção de Deus, a mensagem pentecostal chegou ao Brasil. Esta mensagem originada nos céus alcançou milhares de pessoas em todo o país, fazendo da Assembleia de Deus a maior igreja evangélica do Brasil[17].
- Congregação Cristã no Brasil[18].